# Uldra

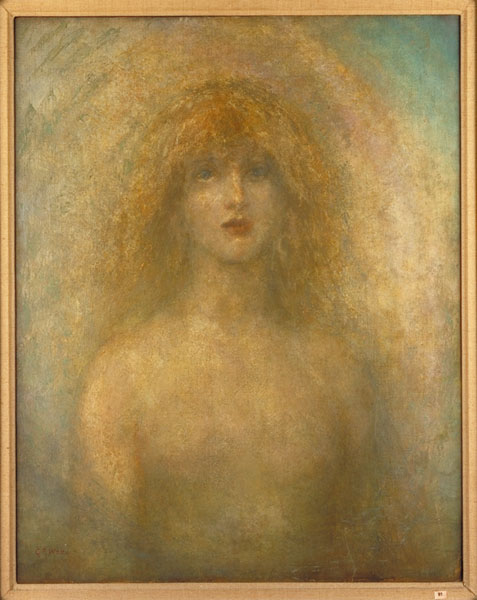
Uldra (1884) von George Frederic Watts

Uldras sind in der nordischen Mythologie ausschließlich in Lappland unterirdisch lebende, freundliche Wesen, die den Heinzelmännchen oder Wichtelmännchen ähneln. 
Sie sollen spitze Zähne sowie ein behaartes Gesicht besitzen und sind laut Mythologie die Herrscher über das Großwild, darunter also auch die nur im Norden anzutreffenden Rentiere. Bei Tageslicht seien sie blind, und sie sollen in Großfamilien oder Stämmen leben. Obwohl Uldras zunächst sehr freundliche Gesellen seien, könnten sie sich auf schlimme Weisen an Menschen rächen, von denen sie sich gestört fühlen. Als furchtbarster Racheakt ihrerseits gelte das Ausstreuen eines Puders über das Rentiermoos, wodurch die Rentiere reihenweise eingehen würden.
Die englischsprachige Enzyklopädie Encyclopedia of Fairies in World Folklore and Mythology beschreibt die Bezeichnung „Uldra“ als eine Variation des Begriffs Huldravolk (Huldrafolk), welches anders als die Huldra (Plural Huldren) nicht als Einzelwesen in den Märchen und Volkserzählungen auftauche, sondern stets zu mehreren als eine Gruppe kleiner Wesen. Sie lebten in den Bergen, seien grün gekleidet und hüteten eine blaue Rindersorte (Blue cattle). Die Sterblichen (gemeint sind damit die Menschen) bekämen sie zu sehen, wenn sie auf der Suche nach einem abhandengekommenen Rind seien. Sie machten eine Musik, die Hudlraslaat genannt werde, in Moll stehe und einen dunklen und sorgenvollen Klang habe. Die speziell in der lappländischen Folklore und Märchenwelt auftauchenden Uldren, die unter demselben Stichwort genannt sind, seien Naturgeister, die unter der Erde lebten und regelmäßig zum Arbeiten auf die Erde kämen. Im Winter würden sie die Bären füttern, die sich im Winterschlaf befänden und dies so zart, dass sie davon nicht aufwachten. Auf diese Erzählform bezieht sich auch Munthe: „Ja, kennst du nicht die Uldra, das kleine Volk, das unter der Erde lebt? Wenn der Bär im Winter schläft, bringen ihm die Uldra in der Nacht sein Essen. Natürlich, kein Tier kann doch den ganzen Winter schlafen ohne Nahrung.“

## Rezeption
Uldras kommen z. B. im biografischen Roman Das Buch von San Michele von Axel Munthe und im Rollenspiel Dungeons & Dragons als Spielfigur vor.